# Холланд, Генри, 3-й герцог Эксетер
Генри Холланд (англ. Henry Holland, 3rd Duke of Exeter, 27 июня 1430, Лондон — сентябрь 1475) — английский аристократ и военачальник периода Войны Алой и Белой розы, 3-й герцог Эксетер и 3-й граф Хантингдон с 1447 года, лорд-адмирал Англии в 1450—1461 годах, единственный сын Джона Холланда, 2-го герцога Эксетера и 2-го графа Хантингдона, от первого брака с Энн Стаффорд.

## Биография
В августе 1447 года после смерти своего отца Генри Холланд унаследовал титулы герцога Эксетера и графа Хантингдона.
Будучи правнуком Джона Гонта, 1-го герцога Ланкастера, Генри Холланд мог претендовать на королевский престол после смерти Генриха VI. Однако он был жестоким и непредсказуемым и не имел большой поддержки.
В 1451—1460 годах — лорд-адмирал Англии и констебль Тауэра. В 1455 году он был заключен в тюрьму в замке Уоллингфорд.
На стороне Ланкастеров сражался во время Войны Алой и Белой розы против Йорков. Был одним из командиров ланкастерской армии в битвах при Уэйкфилде (30 декабря 1460 года) и Второй битве при Сент-Олбансе (17 февраля 1461 года).
Генри Холланд, герцог Эксетер, участвовал в битве при Таутоне (29 марта 1461 года), где Ланкастеры потерпели поражение от Йорков. После поражения он бежал в Шотландию, затем присоединился к королеве Маргарите Анжуйской во время её изгнания во Франции. В том же 1461 году Генри Холланд был лишен титулов и владений, которые были переданы его жене Анне Йоркской, которая в 1464 году разошлась со своим мужем.
Во время краткого пребывания на престоле короля Генриха VI в 1470—1471 годах Генри Холланд смог вернуть назад почти все свои титулы и владения.
14 апреля 1471 года в битве при Барнете герцог Эксетер командовал левым флангом ланкастерской армии, которая потерпела полное поражение от Йорков. Сам Генри Холланд был тяжело ранен, его бросили на произвол судьбы, но он выжил. Впоследствии он был заключен в тюрьму, а его жена Анна Йоркская развелась с ним в 1472 году.
В 1475 году Генри Холланд принял участие в военной кампании короля Эдуарда IV во Франции. На обратном пути в Англию он упал за борт и утонул. Некоторые говорили, что на самом деле он был выброшен за борт по приказу короля.

## Семья и дети
Жена: с 1447 года Анна Йоркская (1439—1476), старшая дочь Ричарда Плантагенета, 3-го герцога Йоркского, и Сесили Невилл. У супругов была единственная дочь:
- Анна Холланд (ок. 1455—1474); муж: с 1466 года — Томас Грей (1451—1501), 1-й маркиз Дорсет